# Orthactia irwini
Orthactia irwini är en tvåvingeart som beskrevs av Lyneborg 1988. Orthactia irwini ingår i släktet Orthactia och familjen stilettflugor. Inga underarter finns listade i Catalogue of Life.